# 约翰·斯塔米茨
约翰·文策尔·安东·斯塔米茨（德語：Johann Wenzel Anton Stamitz，1717年6月17日—1757年3月27日），捷克作曲家，小提琴家。
约翰·斯塔米茨生于今捷克境内，早年在耶稣会学校接受音乐教育，1734年入布拉格大学学习，1741年至曼海姆任职，1754年曾短暂旅居巴黎。约翰·斯塔米茨是著名的曼海姆乐派的创建者之一，作品具有清晰简洁的和声语言，鲜明的力度对比和明快优雅的旋律。创作活动对交响曲，协奏曲和奏鸣曲式的发展起了很大的推动作用，为维也纳古典乐派的辉煌成就开辟了道路。
约翰·斯塔米茨之子卡尔·斯塔米茨和安东·斯塔米茨也是著名的作曲家。